# Yahléel
Yahléel est un fils de Zébulon fils de Jacob et de Léa. Sa mère est Mérusha. Ses descendants s'appellent les Yahléélites.

## Yahléel et ses frères
Yahléel a pour frères Séred et Élôn.

## Yahléel en Égypte
Yahléel part avec son père Zebulon et son grand-père Jacob pour s'installer en Égypte au pays de Goshen dans le delta du Nil.
La famille des Yahléélites dont l'ancêtre est Yahléel sort du pays d'Égypte avec Moïse,.